# Operación Tormenta
La Operación Tormenta (en serbocroata: Operacija Oluja, Операција Олуја) fue una operación militar a gran escala llevada en agosto de 1995, contra el territorio de la autodenominada República Serbia de Krajina (Republika Srpska Krajina) con el fin de recuperar su soberanía hasta el límite con Bosnia y Herzegovina. Centenares de serbios -667 personas según el Comité Helsinki, y 2500 según el gobierno serbio- murieron durante y después de esta operación, y más de 200.000 huyeron de Croacia.

## Cronología

### La operación
La operación militar tuvo lugar durante la guerra de Croacia por el ejército de Croacia, entre el 3 y el 5 de agosto de 1995 para recapturar zonas de Croacia central declaradas como Áreas Protegidas por las Naciones Unidas (UNPAs en sus siglas en inglés). Estos enclaves se encontraban bajo protección de la UNPROFOR (los cascos azules de las Naciones Unidas). La operación se puso en marcha para restaurar el control croata sobre unos 10 400 kilómetros (6462 mi) cuadrados de territorio, lo que representaba un 18,4% del país, y fue la mayor batalla terrestre europea llevada a cabo desde la Segunda Guerra Mundial. Así, la Operación Tormenta comenzó al amanecer el 4 de agosto de 1995 y se declaró finalizada en la tarde del 7 de agosto, a pesar de que se mantuvieron importantes operaciones contra los focos de resistencia remanentes que durarían hasta el 14 de agosto.
Durante el primer día de los ataques del ejército croata, las fuerzas de la ONU se retiraron y después de 4 días de combate contra el Vojska Republika Srpska (VRS), el ejército croata alcanzó sus objetivos. La operación fue dirigida por el ejército croata, y sus líderes principales fueron Franjo Tuđman (el presidente de la República de Croacia) y Gojko Šušak (Ministro de Defensa). Posteriormente sería declarada como una asociación criminal por el Tribunal Penal para la ex Yugoslavia. Se ha llamado a esta operación un acto de limpieza étnica en contra de los serbios ya que desembocó en el desplazamiento forzado de aproximadamente 250.000 serbios de Croacia, el éxito de la HVO fue el resultado de una serie de mejoras en las propias HVO, y se obtuvo aprovechando los cruciales avances realizados en las posiciones Arsk que posteriormente fueron explotadas por el AT y el ARBiH. El ataque no fue un éxito inmediato en todos los puntos, pero tras la toma de algunas posiciones clave, se sucede un breve colapso de la estructura de mando de las VRS, así como la capacidad de defensa global se vio afectada.
La captura de la base de Bosansko Grahovo (en manos de las HVO), justo antes de la Operación Tormenta y el avance de la policía especial para Gračac, hacían casi imposible defender Knin. En Lika, dos brigadas de guardia rápidamente cortaron y mantuvieron las zonas en manos de la VRS, pero por falta de profundidad táctica y la carencia de las fuerzas de reserva móvil, se fueron aislando algunos focos de resistencia y el posicionamiento de una fuerza móvil para un decisivo empuje hacia el norte en el asentamiento del cuerpo destacado en Karlovac, que era de responsabilidad de la AOR, iría empujando a las VRS a Banovina. La derrota de las VRS en Glina y Petrinja, después de una dura defensa y tras haber derrotado al Cuerpo situado en Banija, así como su reserva, fueron acrecentados después de ser posteriormente inmovilizados por las ARBiH. El mando del VRS se situó en la República Srpska y los componentes militares yugoslavos fueron empleados como su reserva estratégica, pero no intervinieron en la batalla de manera crucial.

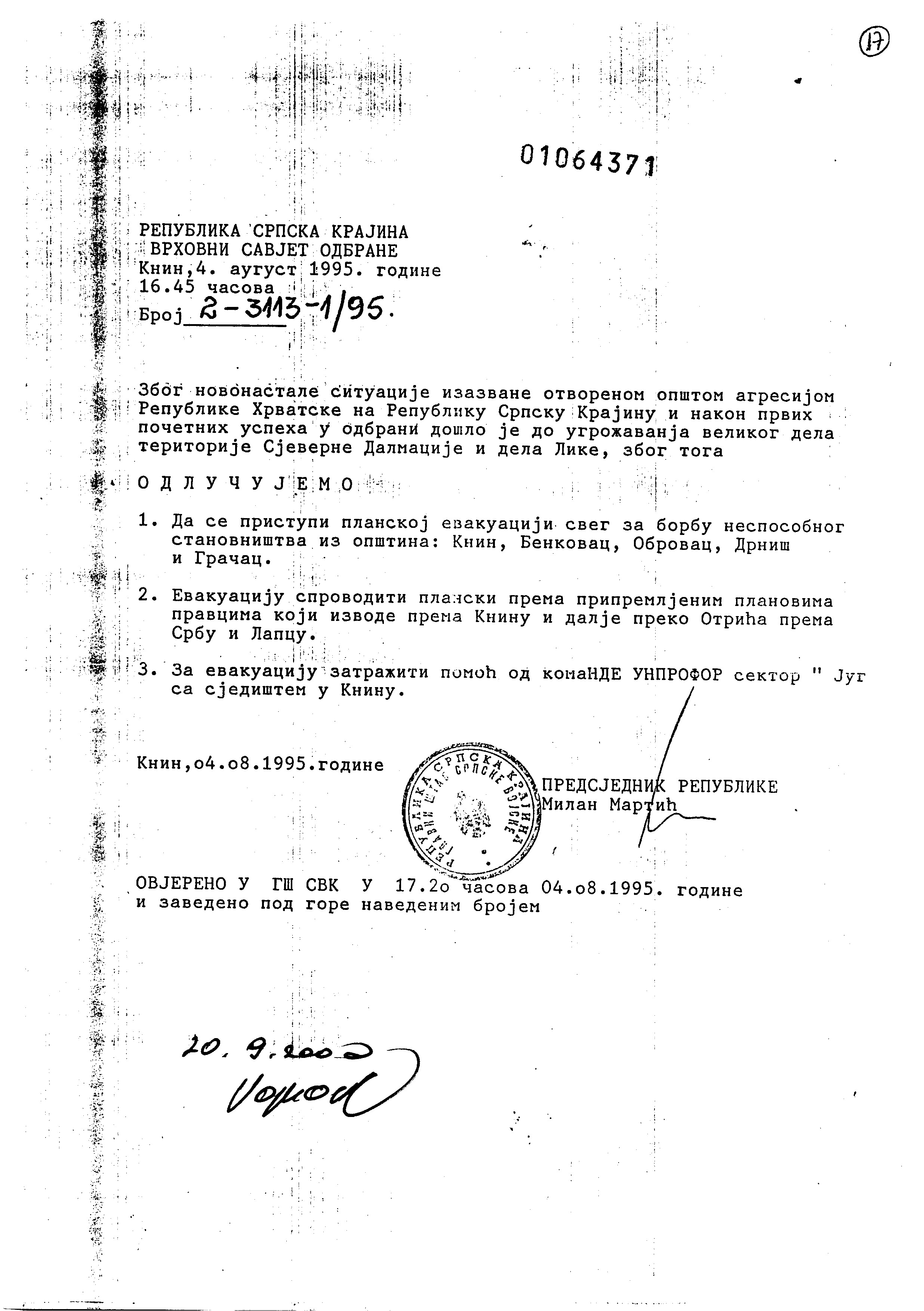
Un memorando de Mile Martić, dando instrucciones para la evacuación de los civiles serbios.

La operación estuvo basada en los avances del HVO, adquiridos durante la Operación Verano '95; y le permitieron situarse en posiciones estratégicas, las que le permitieron la rápida captura de la capital de la República Serbia de Krajina, Knin; y tras la que se saquearon y se tomaron elementos de armammentos disponibles de las antiguas bases del JNA, y así se garantizó la formación continua del HVO desde el comienzo de la Guerra Croata de Independencia, cuando la VRS por medio del alzamiento de los elementos rstantes dentro de Croacia del JNA, lo que creó durante la rebelión serbia y con elementos armados del la intervención del JNA el VRS serbio, que tendría un apreciable poder bélico, mermado tras el final de la "Operación Oluja".
La inicial victoria serbia se convirtió rápidamente, gracias al auxilio de las ARBiH; en una victoria decisiva del ejército croata y la HVO, los que atacaron a través de un frente de 630 kilómetros (391 mi) a la República Serbia de Krajina y otras comunidades de mayoría serbia. El HVO fue apoyado por los comandos especiales de la policía militar y civiles croatas, y así se garantizó su avance a la montaña Velebit, y en tanto; el Ejército de la República de Bosnia y Herzegovina (ARBiH) se habían situado en el enclave de Bihac, en donde el VRS tenía su retaguardia.
La Operación Tormenta fue también una victoria estratégica en la guerra en Bosnia. Cuando el asedio de Bihać se levantó, y el Consejo de Defensa Croata (HVO) y el ARBiH se situaron tras acuerdos secretos como aliados, el poderío serbio se vería mermado, y el balance sería más favorable, tanto que se cambió el equilibrio del poderío militar entre Bosnia y Herzegovina y el VRS, ya que a través de las siguientes acciones, como la Operación Mistral se revertiría la aplastante ventaja serbia. La operación en sí siguió siendo considerada como un éxito de las ONU, para garantizar la paz y los esfuerzos diplomáticos para resolver el conflicto mediante su participación.
Durante el conflicto se utilizó un saludo croata Za dom spremni!   teniendo origen en la Segunda Guerra Mundial por el movimiento Ustacha. Era su equivalente al saludo Nazi  Sieg Heil .

## Bajas

Posiciones de los contendientes del 3 al 4 de agosto de 1995 en Croacia y Bosnia-Herzegovina previas a la Operación Tormenta:
Ejército croata (HV).
Provincia Autónoma de Bosnia Occidental.
Ejército de la República Serbia de Krajina (ARSK).
Ejército de la República Srpska (VRS/ARSK).
Ejército de la República de Bosnia y Herzegovina (ARBiH/HVO).
Consejo Croata de Defensa (HV/HVO).

El HVO y los comandos especiales de la policía croata afirman haber sufrido entre 174 a 211 muertos y/o desapariciones, mientras que el VRS afirma haber perdido 560 soldados. Cuatro soldados de la ONU también fueron asesinados. El HV había capturado al menos unos 4.000 prisioneros. El número de muertes de civiles serbios está en disputa. Croacia afirma que 214 personas murieron, mientras que las fuentes serbias citan 1.192 civiles muertos o desaparecidos.  Durante y después de la ofensiva, entre 150.000 a 200.000 serbios -o casi toda la población serbia de la zona anteriormente en poder del VRS- huyeron forzosamente. Tras este hecho, los que quedaron en la zona padecieron una serie de crímenes, los cuales fueron cometidos allí por parte de las tropas del HVO y del ARBiH.

## Final
El 15 abril de 2011, el Tribunal Penal Internacional para la ex Yugoslavia (TPIY); durante los juicios contra los generales croatas Gotovina, Markac y Cermak; se establecería que la Operación Tormenta fue "una asociación criminal formada por los jefes de estado croatas, incluyendo al fallecido expresidente Franjo Tudjman; así como a otros cuatro jerarcas, y que estaba destinada a la expulsión masiva de la población serbia (250.000 serbios),así como en dichos hechos cometió actos de desapariciones forzadas, torturas, violaciones de mujeres masivas y la destrucción sistemática de viviendas y propiedades, por medio de saqueos, entre otros crímenes de lesa humanidad y los homicidios de más de 150 personas".
El Tribunal Penal Internacional para la ex Yugoslavia (TPIY) más tarde indictó a tres generales croatas y fueron posteriormente acusados de crímenes de guerra, así como de participar en una empresa criminal conjunta, la que según los alegatos posteriores fuera llevada a cabo para obligar a la población serbia de Croacia a huir. Fianlmente, todos los inculpados fueron absueltos, y el fallo del tribunal refutó los cargos que dicha operación fuera planeada para ser realizada con un fin criminal. A partir de noviembre de 2012 , el poder judicial croata ha condenado a 2.380 personas por diversos delitos cometidos durante las acciones de la Operación Tormenta.

### Condenas sobre crímenes de guerra
Muchos generales croatas que participaron en la Operación Tormenta, entre ellos Ante Gotovina y Mladen Markač, fueron condenados por el Tribunal Penal Internacional para la ex Yugoslavia (TPIY) de crímenes de guerra y crímenes contra la humanidad. El juicio contra Gotovina, Ivan Čermak y Mladen Markač terminó en primera instancia el 15 de abril de 2011 con las condenas de 24 años para Gotovina, 18 años para Markač y la absolución de Čermak. Posteriormente la sala de apelaciones revocó la sentencia, y dejó también en libertad a Gotovina y Markač por falta de pruebas.